# Schiuma di spin
In fisica, una schiuma di spin (spinfoam) è una struttura topologica fatta di facce 2-dimensionali. Ciascuna spinfoam rappresenta una delle configurazioni sulle quali bisogna sommare per ottenere un integrale di cammino (integrale funzionale) che descrive un processo in gravità quantistica. Si tratta dell'oggetto alla base della formulazione covariante della gravità quantistica a loop.

## Definizione
Un modello di spinfoam è dato dall'espressione
{\displaystyle Z:=\sum _{\Gamma }w(\Gamma )[\sum _{j_{f},i_{e}}\prod _{f}A_{f}(j_{f})\prod _{e}A_{e}(j_{f},i_{e})\prod _{v}A_{v}(j_{f},i_{e})]}